# Tiefland-Wieselmeerschweinchen
Das Tiefland-Wieselmeerschweinchen (Galea leucoblephara) ist eine Art aus der Gattung der Gelbzahnmeerschweinchen (Galea). Die Tiere kommen vom westlichen Paraguay und Bolivien bis in den Süden von Argentinien vor.

## Merkmale
Das Tiefland-Wieselmeerschweinchen hat eine Kopf-Rumpf-Länge von 19,8 bis etwa 23,5 Zentimetern bei einem Gewicht von 180 bis 280 Gramm. Die Ohrlänge beträgt 18 Millimeter, die Hinterfußlänge 39 Millimeter. Es entspricht im Aussehen und der Größe etwa dem Wieselmeerschweinchen (Galea musteloides), als dessen Unterart es bis 2020 angesehen wurde, ist jedoch insgesamt etwas heller. Das Rückenfell der Tiere ist olivgrün bis rötlich braun, die Körperseiten sind gelblich und der Bauch gelblich-weiß. Die Tiere haben zudem auffällig weiße Augenringe, wovon sich der wissenschaftliche Name „leucoblephara“ ableitet. Die Weibchen besitzen zwei Paar Zitzen, davon eines im Bauchbereich und eines in der Leistenregion.
Der Schädel hat eine maximale Länge von 57 Millimetern. Die Tiere haben einen Karyotyp von 2n = 128 Chromosomen (FN=136).

## Verbreitung

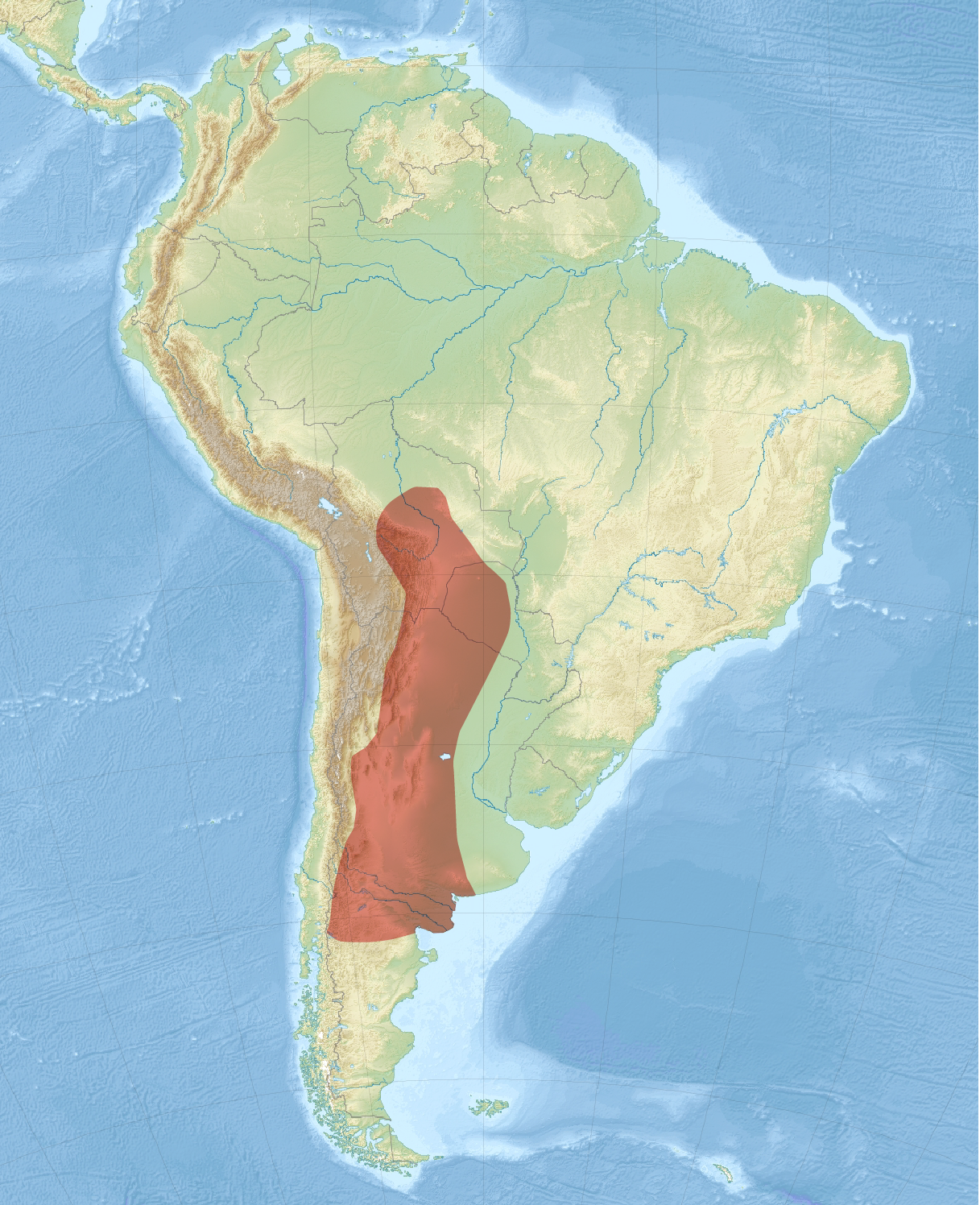
Verbreitungsgebiet des Tiefland-Wieselmeerschweinchens

Die Art kommt vom Gran Chaco im westlichen Paraguay und dem zentralen bis südlichen Bolivien bis in den Süden Argentiniens in drei Unterarten vor.

## Lebensweise
Das Tiefland-Wieselmeerschweinchen lebt in den trockenen Gebieten des Gran Chaco und im Tiefland der Anden, die Lebensräume sind durch trockene bis mitteltrockene Graslandflächen geprägt. Die Tiere sind wie andere Meerschweinchen reine Pflanzenfresser und ernähren sich vor allem von Gräsern.
Die Tragzeit der Weibchen beträgt etwa 53 Tage und der Wurf besteht aus durchschnittlich drei Jungtieren. Dabei findet die Paarung und Fortpflanzung während des gesamten Jahres statt und die Weibchen sind ab dem zweiten, die Männchen ab dem dritten, Lebensmonat fortpflanzungsfähig.

## Systematik

Hermann Burmeister, Porträt entnommen der sogenannten Volksausgabe der „Geschichte der Schöpfung“ von 1856

Das Tiefland-Wieselmeerschweinchen wird als eigenständige Art innerhalb der Gelbzahnmeerschweinchen (Gattung Galea) eingeordnet. Die wissenschaftliche Erstbeschreibung stammt von dem deutschen Zoologen Hermann Burmeister aus dem Jahr 1861, der die Art als Amoena leucoblephara beschrieb. Er gab die Provinzen Mendoza und Tucumán als Fundort für den Typus an, später wurde dies auf Mendoza eingegrenzt. Édouard Louis Trouessart ordnete die Art 1880 der Untergattung Galea innerhalb der Gattung Cavia und 1897 der Untergattung Kerodon. Oldfield Thomas beschrieb die Art zuerst neu als Kerodon bolivianensis 1902 und benannte sie 1911 um in Kerodon leucoblepharus, bevor er sie 1919 erneut der Gattung Galaea als eigenständige Art zuschlug. George Henry Hamilton Tate wiederum ordnete sie als Unterart dem Wieselmeerschweinchen (Galea musteloides) zu, bevor es 2010 durch Jonathan L. Dunnum und Jorge Salazar-Bravo erneut den Status einer eigenständigen Art bekam.
Innerhalb der Art werden drei Unterarten unterschieden:
- Galea leucoblephara leucoblephara (Burmeister, 1861): verbreitet im Westen Argentiniens vom Süden der Provinz Catamarca über La Rioja, San Juan, Córdoba und San Luis bis Mendoza.
- Galea leucoblephara demissa Thomas, 1921: ist die nördliche Unterart und lebt in den Trockengebieten des Gran Chaco im zentralen und südlichen Bolivien, dem westlichen Paraguay und den Norden von Argentinien.
- Galea leucoblephara littoralis Thomas, 1901: lebt im südlichen Argentinien von der Provinz Mendoza und La Pampa nach Osten bis Buenos Aires und nach Süden bis in die Provinz Chubut.

## Gefährdung und Schutz
Die Art wird von der International Union for Conservation of Nature and Natural Resources (IUCN) als nicht gefährdet („least concern“) eingeordnet. Begründet wird dies durch das große Verbreitungsgebiet, fehlende Bedrohungen und die gute Anpassungsfähigkeit an veränderte Lebensräume.

## Belege
1. 1 2 3 4 5 6 7 8 9 10 11  
Lowland Yellow-toothed Cavy Galea comes. In: T.E. Lacher jr: Family Caviidae In: Don E. Wilson, T.E. Lacher, Jr., Russell A. Mittermeier (Hrsg.): Handbook of the Mammals of the World: Lagomorphs and Rodents 1. (HMW, Band 6) Lynx Edicions, Barcelona 2016, S. 436. ISBN 978-84-941892-3-4.
2. 1 2 3 4 5 6  
Jonathan L. Dunnum: Jonathan L. Dunnum: Galea leucoblephara Burmeister, (1861) In: James L. Patton, Ulyses F.J. Pardinas, Guillermo D’Elía (Hrsg.): Mammals of South America, Volume 2 – Rodents. The University of Chicago Press, Chicago 2015; S. 706–708. ISBN 978-0-226-16957-6.
3. 1 2  
Jonathan L. Dunnum, Jorge Salazar-Bravo: Phylogeny, evolution, and systematics of the Galea musteloides complex (Rodentia: Caviidae). Journal of Mammalogy 91 (1), 17. Februar 2010; S. 243–259. doi:10.1644/08-MAMM-A-214R1.1
4. ↑  
Galea musteloides. In: Don E. Wilson, DeeAnn M. Reeder (Hrsg.): Mammal Species of the World. A taxonomic and geographic Reference. 2 Bände. 3. Auflage. Johns Hopkins University Press, Baltimore MD 2005, ISBN 0-8018-8221-4.
5. 1 2  
Galea leucoblephara in der Roten Liste gefährdeter Arten der IUCN 2022. Eingestellt von: N. Roach, 2016. Abgerufen am 7. November 2022.